# Mike D
Майкл Лью́ис Да́ймонд (англ. Michael Louis Diamond, наиболее известен как Mike D (Майк Ди); род. 20 ноября 1965, Нью-Йорк) — американский рэпер, музыкант и автор песен, а также барабанщик и продюсер. Наиболее известен как участник хип-хоп группы Beastie Boys.

## Биография
Даймонд родился в Нью-Йорке во влиятельной еврейской семье. Будучи юношей, он поступил в колледж-искусств Vassar College, но проучился там всего полгода переключившись на музыкальную карьеру. В 1979, он стал сооснователем группы The Young Aborigines. В 1981 году Адам Яух, известный как MCA, присоединился к ним в качестве басиста, и по предложению их тогдашнего гитариста Джона Берри, коллектив сменил своё название на Beastie Boys. В 1983 году, Адам Хоровиц (Ad-Rock) заменил ушедшего Джона Берри, и звучание группы начало меняться от хардкор-панка в сторону хип-хопа.
В 1992 году Даймонд основал персональный лейбл Beastie Boys Grand Royal Records, ныне прекративший своё существование. Также, он увлекался дизайном интерьеров, и разработал концепцию обоев из шёлка вдохновлённую антуражем Бруклина; они были использованы в оформлении ночного клуба «Marquee», который был открыт в Челси в 2013 году.
Через год после смерти Яуха (в 2012 году), Даймонд сказал в интервью Rolling Stone, что он «переживает по поводу выпуска нового материала», сочинённый им трек — «Humberto Vs the New Reactionaries (Christine and the Queens Remix)» был издан в июле 2013 года. Совместный ремикс Даймонда И Хоровица на песню группы Plastic Ono Band «Bad Dancer», можно было прослушать онлайн в августе 2013 года, среди его особенностей были «дополнительный бит и семплы». В октябре 2014 года, Даймонд заявил, что работает в студии с американской рок-группой Portugal. The Man, в качестве продюсера.

## Личная жизнь
В 1993 году Майкл Даймонд женился на режиссёре и клипмейкере Тамаре Дэйвис; у них двое детей — Дэйвис Даймонд и Скайлер Даймонд.